# Guillaume III (roi de Sicile)
Pour les articles homonymes, voir Guillaume III.
Guillaume III de Sicile est un prince normand du royaume de Sicile, fils de Tancrède de Lecce, roi de Sicile (1190-1194), et de Sibylle d'Acerra, sœur du comte Richard d'Acerra.

## Biographie
Il naît probablement vers 1186.
À la mort précoce de son frère aîné Roger, duc d'Apulie et roi associé de Sicile (24 décembre 1193), son père le fait couronner roi symboliquement pour assurer la continuité dynastique et contrer les prétentions germaniques des Hohenstaufen, qui revendiquent le trône normand depuis la mort sans postérité du roi Guillaume II de Sicile.
Après la mort de son père Tancrède le 20 février 1194, il hérite du royaume malgré son jeune âge. Cependant, la mort de Tancrède livre également le royaume aux Hohenstaufen qui s'en emparent sans difficulté. À Noël 1194, Guillaume doit céder sa couronne à Henri Hohenstaufen, époux de la princesse sicilienne Constance, fille posthume du roi Roger II de Sicile, et prétendant légitime depuis 1189.
Le jeune Guillaume est capturé le lendemain du couronnement de Henri Hohenstaufen tandis que débute un sanglant massacre de barons normands, sur ordre d'Henri. Guillaume est malmené avant d'avoir les yeux crevés et d'être castré, puis envoyé en exil en Germanie (peut-être en Alsace actuelle ou dans les Grisons) où il meurt dans des conditions obscures, probablement peu de temps après.